# Hogsback

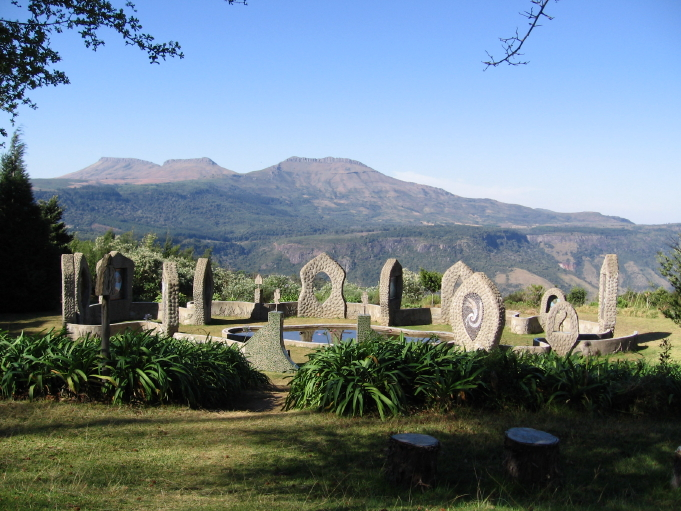

Hogsback è una cittadina del Sudafrica situata nella municipalità locale di Raymond Mhlaba, nella municipalità distrettuale di Amatole della Provincia del Capo Orientale. 
Hogsback è situata ai pendii del gruppo montuoso di Amatole Mountains.
L'area è caratterizzata da grandi foreste allo stato indigeno, dove le acque dei fiumi che arrivano a valle creano delle bellissime cascate.
Alcuni fiumi sono stati ripopolati di trote per aumentare il flusso turistico con la pratica della pesca.
La cittadina si trova a 30 km da Alice e a 22 km da Fort Beaufort.